# Jonathan Friedman
Pour les articles homonymes, voir Friedman.
Jonathan Friedman, né en 1946 à New York, est un anthropologue américain, directeur d'études à l'École des hautes études en sciences sociales, professeur d'anthropologie à l'Université de Californie à San Diego et à l'Université de Lund. Docteur en anthropologie à l'Université Columbia en 1972.
Jonathan Friedman a effectué de nombreux terrains en Océanie, à Hawaii en particulier, puis en République du Congo. Il a mené des recherches sur différents aspects de l’anthropologie des systèmes mondiaux, en comprenant la reproduction sociale en termes qui dépassent des frontières de la société elle-même.

## L'anthropologie des systèmes mondiaux
Un autre concept pour hiérarchiser les villes du monde est élaboré par Jonathan Friedman, un géographe américain, en 1986. Dans sa publication « The World City Hypothesis » il décrit que la ville est le produit des forces sociales spécialisées qui sont démarrées par le lien et la relation des produits. Cela veut dire que la ville n’est plus longtemps une écologie sociale déclenchée par le dynamisme des habitants et de l’espace. FRIEDMANN souligne que les recherches scientifiques de HARVEY et CASTELLS qui créent des liens entre la recherche des villes et le capitalisme  l'ont disposé à échafauder des hypothèses nouvelles. Pour cette raison, il commence d’apporter des perspectives spatiales et notamment aussi de faire face à l’économie mondiale. Le but de sa recherche était de formuler des déclarations pour décrire la diffusion spatiale de la répartition du travail international.
Les hypothèses sont :
1. Les changements structurels sont consécutifs à la possibilité d’intégration dans le marché international et les fonctions sont les attributs dans la nouvelle division du travail international.
2. Quelques villes individuelles sont utilisées par le capital global comme « concessionnaires » (« basing points ») pour l’ordre spatial de la production et du marché.
3. La fonction de prendre des décisions d’une ville est visible dans le dynamisme et la structure des secteurs de la production et des employés.
4. Les villes mondiales sont les lieux les plus importants concernant la concentration du capital international.
5. Les villes mondiales sont les destinations pour les migrants nationaux et internationaux.
6. La contradiction du capitalisme est visible dans les villes mondiales : ils souffrent d’une ségrégation et d’une accentuation socio-spatiale.
7. La croissance d’une ville mondiale conduit à ce que les coûts augmentent ce qui peut être la conséquence d’une menace pour la capacité financière d’un État.

En résumé, on peut constater qu’il y a – selon Friedmann – quatre catégories de villes mondiales. Des villes primaires dans les pays industriels (« Core : Primary City »), des villes primaires dans les pays émergents (« Semi-peripherie : Primary City »), des villes secondaires des pays industriels (« Core :Secondary City) et des villes secondaires dans les pays émergents (« Semi-peripherie : Secondary City).

## Autres thèmes de recherche
En outre, on peut citer comme thèmes de recherches :
- La transformation des sociétés occidentales contemporaines,
- Ethnologie des sociétés pluri-ethniques dans le Pacifique,
- La transformation de l’état-nation contemporain dans une situation de déclin hégémonique,

Jonathan Friedman coordonne avec Alban Bensa le groupe de recherche sur l'Océanie au sein de l'EHESS.  

## Terrains
- Birmanie
- Hawaii
- République du Congo

## Publications
- Cultural Identity and Global Process. London:  Sage: Theory Culture and Society Series, 1994
- avec R. Denemark, B. Gills et G. Modelski World System History: The Science of long term change. London: Routledge, 2000.
- avec Kajsa Ekholm Friedman The Anthropology of global systems: Historical transformations and global process. Walnut Creek: Altamira Press, 2007

Autres contributions
- An Interview with Eric Wolf. Current anthropology 28: 107-118, (1987)